# Kanton Gamaches
Kanton Gamaches is een kanton van het Franse departement Somme. Het kanton maakt deel uit van het arrondissement Abbeville.

## Gemeenten
Het kanton Gamaches omvatte tot 2014 de volgende 20 gemeenten:
- Aigneville
- Beauchamps
- Biencourt
- Bouillancourt-en-Séry
- Bouttencourt
- Bouvaincourt-sur-Bresle
- Buigny-lès-Gamaches
- Cerisy-Buleux
- Dargnies
- Embreville
- Framicourt
- Frettemeule
- Gamaches (hoofdplaats)
- Maisnières
- Martainneville
- Ramburelles
- Rambures
- Tilloy-Floriville
- Le Translay
- Vismes

Ingevolge de herindeling van de kantons bij decreet van 26 februari 2014, met uitwerking op 22 maart 2015 zijn dat volgende 36 gemeenten:
- Aigneville
- Allery
- Bailleul
- Beauchamps
- Bettencourt-Rivière
- Biencourt
- Bouillancourt-en-Séry
- Bouttencourt
- Bouvaincourt-sur-Bresle
- Buigny-lès-Gamaches
- Chépy
- Citerne
- Dargnies
- Doudelainville
- Embreville
- Érondelle
- Feuquières-en-Vimeu
- Fontaine-sur-Somme
- Frettemeule
- Frucourt
- Gamaches
- Hallencourt
- Huppy
- Liercourt
- Limeux
- Longpré-les-Corps-Saints
- Maisnières
- Martainneville
- Mérélessart
- Ramburelles
- Saint-Maxent
- Sorel-en-Vimeu
- Tilloy-Floriville
- Vaux-Marquenneville
- Vismes
- Wiry-au-Mont